# 常勝 (漫畫家)
常勝（1968年12月21日—）是台灣的漫畫家。出生於台北。星座射手座。
代表作為《X GIRL極限任務》、《BABY.》、《隱藏關卡》、《閻鐵花》等。

## 人物
- 本名李常勝，1968年生於台灣台北，復興商工西畫組畢業，畢業後任職於廣告公司15年，2002年離開廣告公司，開始漫畫創作至今。漫畫作品《夢境大飯店》、《BABY.》、《OLDMAN奧德曼》、《隱藏關卡》、《九命人》、《閻鐵花》等；參與羅浮宮漫畫計畫「BD Louvre」，創作合輯《羅浮7夢：台灣漫畫家的奇幻之旅》。作品海外授權有日文版、法文版、韓文版等。
- 2004年，以《史坦利之石》第1集獲得93年度行政院新聞局劇情漫畫獎，並於該年以《X GIRL極限任務》刊載於東立出版社《龍少年》月刊11月號而正式出道。
- 2007年，常勝、林青慧、任正華等漫畫家經評選後受推薦代表台灣參加德國法蘭克福書展「童書漫畫館」展示。
- 漫畫作品常以科幻為故事題材。作畫使用電腦繪圖，畫風頗為寫實。因喜歡看電影，漫畫中角色常以真實影星作為參考。
- 2011年，在第二屆金漫獎中以《BABY.》奪下最佳少年漫畫類獎及最佳年度漫畫大獎。
- 2014年，在第五屆金漫獎中以《OLDMAN奧德曼》奪下最佳少年漫畫類獎。
- 2017年作品《The Hidden Level 隱藏關卡》獲「第3屆京都國際漫畫賞」金賞，授權韓文版，在第八屆金漫獎中以《隱藏關卡》奪下最佳少年漫畫類獎。
- 2020年作品《Nine Lives Man-Circle九命人―時之輪迴》獲第11屆金漫獎「年度最佳漫畫」入圍

## 作品列表

### 單行本
- 史坦利之石（全2集）

1. 2004年12月21日、ISBN 986-11-5600-3
2. 2004年12月21日、ISBN 986-11-5601-1

- X GIRL極限任務（全4集）

1. 2005年6月4日、ISBN 986-11-6594-0
2. 2005年12月2日、ISBN 986-11-6595-9
3. 2006年8月17日、ISBN 986-11-8582-8
4. 2007年12月28日、ISBN 978-986-11-9404-2

- BABY.（全5集）

1. 2008年11月10日、ISBN 978-986-10-2744-9
2. 2009年8月4日、ISBN 978-986-10-3876-6
3. 2010年1月12日、ISBN 978-986-10-5106-2
4. 2011年1月27日、ISBN 978-986-10-7097-1
5. 2012年1月16日、ISBN 978-986-10-9154-9

- 隱藏關卡 常勝短篇集（全1集）

2011年10月14日、ISBN 978-986-10-8700-9
- 收錄：隱藏關卡、夢境大飯店、Reflection：反射

- OLDMAN 奧德曼（全4集）

2015年2月10日、EAN 471094554531-8（書盒收藏版）
- 隱藏關卡THE HIDDEN LEVEL（全6集）

1. 2016年3月9日、ISBN 978-986-10-9740-4
2. 2016年8月1日、ISBN 978-986-470-562-7
3. 2016年12月5日、EAN 471094555006-0
4. 2017年5月4日、EAN 471094555151-7
5. 2017年8月4日、EAN 471094555224-8
6. 2017年12月29日、EAN 471094555358-0

- 九命人-時之輪迴（全1集）

1. 2019年9月9日、ISBN 4710945561219

- 閻鐵花（連載中）

1. 2020年12月1日、ISBN 978-986-99496-0-6

### 畫集
- REAL 常勝精選插畫集（2012年1月20日、ISBN 978-986-10-9248-5）

收錄超過80張彩圖，包含作者自2004年歷年來的漫畫作品。
除將部分彩圖重新繪製，將最好的一面呈現給讀者外，還特別收錄未公開的草圖、漫畫作品以外的彩圖。

## 外部連結
- 常勝的Facebook專頁
- 常勝深入訪談 （页面存档备份，存于）
- 常勝的漫畫部落格
- 常勝訪談 （页面存档备份，存于）
- 常勝訪談 2017  （页面存档备份，存于）
- 鏡週刊 2018  （页面存档备份，存于）
- 《九命人》書評2019  （页面存档备份，存于）